# 島戸繁
島戸 繁（しまと しげる、1902年〈明治35年〉 - 1998年〈平成10年〉）は、日本の洋画家。岐阜県出身。
滋賀県の彦根城城下町にアトリエを構え、城や琵琶湖の風景、人々の生活などを描いた。また、フランス・パリに滞在し描くなど、当時かなり珍しかった海外での先進的な芸術活動も行った。西洋美術の模倣ではない独自の洋画を追求し、関西洋画壇で活躍した。
作品に対しては複数の受賞歴があり、当人も勲三等旭日中綬章を受章した。
彦根を代表する和菓子の老舗、いと重の代表銘菓「埋れ木」のパッケージに描かれている彦根城の絵や、多賀大社御田植祭のうちわ絵など、墨絵や水彩画も多く描いている。

## 来歴
1902年、岐阜県山県郡伊自良村（現・山県市）に生まれる。
1930年、第11回帝展に初入選する（三井コレクション蔵）。
この間、滋賀県立彦根高等女学校（現・滋賀県立彦根西高等学校）の教員を務めた。戦後、彦根工業専門学校を母体として滋賀県立短期大学（滋賀県立大学の前身）が開学すると、その教授となる。1961年からは、静岡女子大学（現・静岡県立大学）で教壇に立ち、7年間静岡県に居住した。
1977年、彦根市功労賞を受ける。この年、郷里の伊自良村庁舎に壁画を制作した。
1978年には、フランス ル・サロンに入選し、翌年にはオンフルール・フランス美術賞展に出品した。1980年に再度フランスル・サロンに入選する。
1998年、滋賀県彦根市にて死去（享年96）。没後、従四位を追贈される。
。

## 主な入選・受賞歴
- 1943年 - 京都市展市長賞。
- 1947年 - 第1回滋賀県展文部大臣賞
- 1949年 - 現代日本美術展特選。
- 1957年 - 第13回日展入選　以後35回入選
- 1958年 - 改組第1回日展 特選
- 1978年 - フランス　ル・サロン入選
- 1979年 - フランス　オンフルール　フランス美術賞展出品
- 1980年 - フランス　ル・サロン入選
- 1981年 - 滋賀県文化賞

## 顕彰（作品以外）
- 彦根市功労賞 - 1977年
- 勲三等旭日中綬章 - 1980年
- 静岡県立大学 名誉教授 - 1981年
- 伊自良村名誉村民 - 1991年
- 従四位 - 1998年